# قسوة الغربان
قسوة الغربان An Unkindness of Ravens ، رواية من فئة روايات الجريمة، تم كتابتها من قبل الكاتبة البريطانية روث ريندل Ruth Rendell ، تم نشرها للمرة الأولي في عام
1985م، وهي الرواية الثالثة عشرة ضمن ساسلة روايات المفتش ويكسفورد. تم تمثيل الرواية لاحقًا للتلفزيون كجزء من ألغاز روث ريندل في نوفمبر 1990 م

## الحبكة
طُلب من المفتش ويكسفورد التحقيق في اختفاء جاره فيKingsmarkham ، رودني ويليامز. ونظرًا لأن جوي ويليامز كبيرة في السن، فقد افترض ويكسفورد في البداية أن زوجها، وهو في منتصف العمر قد تركها ببساطة من أجل واحدة أخرى أصغر سنًا وأكثر جاذبية. وبعد ثلاثة أسابيع، عُثِر على سيارة ويليامز في بلدة مجاورة وهي مدمرة، وتم الكشف عن حقيبة الملابس التي ترك بها المنزل بها ملقاة في بركة سباحة، وقتها بدأ ويكسفورد في الشك في أنه ربما كانت هناك جريمة قتل. اتضح بعد ذلك أن ويليامز كان كان يقسم وقته بين منزل في كينغسماركهام وآخر في بلدة بومفريت المجاورة. وأنه قبل سنوات، كان قد تزوج هناك من ويندي البالغة من العمر ستة عشر عامًا ولديه الآن ابنة تدعى فيرونيكا تبلغ من العمر خمسة عشر عامًا، بالإضافة إلى سارة البالغة من العمر ثمانية عشر عامًا في منزله الآخر في كينغسماركهام. تتعرف الزوجتان على بعضهما البعض فقط بعد اكتشاف جثة ويليامز الذي توفى متأثرَا بجروحه العميقة. تصبح الأمور بعد ذلك أكثر تعقيدًا عندما يتعرض عدد من الشباب للطعن على يد فتيات مراهقات ينتمين إلى مجموعة نسوية متطرفة تسمى ARRIA، وشعارها غراب برأس إنسان. يحظى هذا الأمر بمتابعة كبيرة في مدارس البنات المحلية، بما في ذلك المدارس التي يحضرها أقارب وأصدقاء عائلتي ويليامز. ذكرت إحدى الفتيات للمفتش ويكسفورد أنه ليس صحيحًا أن العائلتين لا تعرفان بعضهما البعض لأنها رأت "هاتين المرأتين" معًا قبل أشهر. ومع ذلك، فإن المقابلات المكثفة مع جوي وويندي ويليامز لم تسفر عن أي اعتراف، على الرغم من اكتشاف سلاح الجريمة ملصقًا على جدار مُعاد تزيينه في غرفة معيشة ويندي. وبعد اكتشاف أحد أعضاء ARRIA الذي أجرى مقابلة معه مخنوقا في حديقة المنزل حيث يعقدون اجتماعاتهم، يدرك Wexford أخيرًا أن شخصًا ما في المجموعة يجب أن يكون متورطًا في مقتل ويليامز. تتجه شكوكه إلى سارة ويليامز، التي تدعي أنها تعرضت للاغتصاب من قبل والدها عندما كانت صغيرة، لأن لديها الدافع لكرهه. تنصب ويكسفورد فخًا لسارة، مستخدمة أختها غير الشقيقة فيرونيكا، ويتضح أن هاتين "المرأتين" (في نظر ARRIA) هما اللتان كانتا تلتقيان سرًا منذ أشهر. سارة خيالية استخدمت ذريعة تحذير فيرونيكا من والدها للسيطرة عليها ثم استخدمتها كشريك في المساعدة في التخلص من جثة ويليامز بمجرد قتله.